# Aquilarhinus
Aquilarhinus palimentus
Genre
Espèce
Aquilarhinus est un  genre fossile de dinosaures herbivores de la famille des Hadrosauridae. Il a été découvert au Texas dans la partie inférieure de la formation géologique d'Aguja, dans un niveau stratigraphique daté du Crétacé supérieur (Campanien inférieur), soit il y a environ entre 80 Ma (millions d'années). Ce genre n'est représenté que par son espèce type, Aquilarhinus palimentus. 

## Historique
Découvert dans les années 1980, il a d'abord été considéré comme un Kritosaurus sp. par Wagner en 2001.

## Description
Aquilarhinus est un hadrosauridé de taille relativement modeste. Son crâne, d'une longueur de 57 centimètres est par exemple deux fois plus petit que celui de l'holotype de Gryposaurus latidens, un hadrosauridé dont la longueur totale est évaluée à 8,20 mètres.
Il est caractérisé par la partie avant de ses mâchoires en forme de « U » qui soutenait un bec en forme de coupe utilisé pour couper des plantes. La forme de ces mâchoires et du bec de l'animal, ainsi que la morphologie relativement large du crâne, suggèrent que cet hadrosauridé pourrait s'être nourri en pelletant à la surface du sol, peut-être pour se nourrir de plantes d'eau douce.

## Classification
Le genre Aquilarhinus et l'espèce Aquilarhinus palimentus sont décrits en 2020 par Albert Prieto-Márquez (d), Jonathan R. Wagner (d) et Thomas M. Lehman (d),.
Selon certaines sources, telles que IRMNG, la date de description est 2019.
L'analyse phylogénétique par les inventeurs du genre le place comme un Hadrosauridae basal en groupe frère de l'espèce Latirhinus uitstlani.

### Étymologie
Le nom de genre Aquilarhinus se compose du mot latin « aquila », « aigle », et de celui du grec « rhinos », « nez » qui indique la morphologie singulière du bec de l'animal.

### Publication originale
- (en) Albert Prieto-Márquez, Jonathan R. Wagner et Thomas M. Lehman, « An unusual ‘shovel-billed’ dinosaur with trophic specializations from the early Campanian of Trans-Pecos Texas, and the ancestral hadrosaurian crest », Journal of Systematic Palaeontology, Taylor & Francis, vol. 18, no 6,‎ 12 juillet 2019, p. 461-498 (ISSN 1477-2019 et 1478-0941, DOI 10.1080/14772019.2019.1625078).